# Dieter Schewe
Dieter Schewe (* 14. Juli 1924 in Recklinghausen; † 16. Januar 2014 in Oberwinter) war ein deutscher Jurist und Ministerialbeamter sowie einer der Väter der deutschen Sozialversicherung.

## Leben
Die Mutter Maria Schewe arbeitete ab 1908 als eine der ersten Lehrerinnen am Gymnasium. Der Vater war Oberinspektor und als Vorsitzender des Vinzenzvereins in der Jugendfürsorge aktiv. Im Alter von 17 Jahren wurde Schewe zur Wehrmacht eingezogen. Nach 1945 studierte Dieter Schewe an der Universität Göttingen Jura. 1949 bis 1954 war er Assistent für Arbeits- und Sozialrecht an der Hochschule für Sozialwissenschaften in Wilhelmshaven. 1955–1960 arbeitete er im Generalsekretariat für die Sozialreform, im Bundesarbeitsministerium 1956–1961 Leiter des Referates II/3, ab 1960 Leiter des Referates b 4 (u. a. Alterssicherung der Handwerker und der freien Berufe, Vorbeugung und Wiederherstellung), 1961–1970 Leiter des Referates b 3 (Rentenversicherung der Arbeiter, Alterssicherung der Handwerker und der freien Berufe), 1970–1971 Leiter der Unterabteilung c (Gemeinsame Fragen der Sozialversicherung, Verfahrensrecht), 1971–1975 Leiter der Unterabteilung b (Rentenversicherungen), 1975–1977 Präsident des Bundesversicherungsamtes, 1977–1982 erneut im Bundesarbeitsministerium Leiter der Abteilung (Sozialversicherung, Sozialgesetzbuch). Schewe gehörte zu den Gestaltern der Rentenreformen von 1957 und 1972.
Zusammen mit Walter Bogs, seinem Mentor, schrieb er im Jahr 1953 das Gutachten für eine Rentenreform. Er arbeitete am Sozialgesetzbuch mit und wurde auch einer der Väter des Bildungsurlaubs. 
Schewe hat die Gesellschaft für sozialen Fortschritt lange mitgeprägt. Von 1983 bis 1999 war er deren Vorsitzender.
Als Pensionär schrieb er zur Geschichte Sinzigs wichtige Werke.

## Veröffentlichungen
- Die vorzeitige Invalidität in der sozialen Rentenversicherung. Umfang, Entwicklung und Bestimmungsgründe, Berlin 1957
- Übersicht über die Soziale Sicherung, 1964 u. öfter
- Die flexible Altersgrenze in der Rentenversicherung, Bund, Köln 1973
- Der Zehnthof in Sinzig im 19. Jahrhundert – Ein rheinischer Traum aus Hohenzollerns Königsschlössern, Köln u. a.: Studio 1995, XIV, 205 S., ISBN 3-89564-020-4
- Die Geschichte der sozialen und privaten Versicherung im Mittelalter in den Gilden Europas, Sozialpolitische Schriften 80, Duncker & Humblot, Berlin 2000 ISBN 978-3-428-09934-4
- Geschichte Sinzigs und seiner Königspfalzen, Angelpunkte der Römer, Karolinger, Staufer zwischen Ober- und Niederrhein 40-1227,  2004 ISBN 978-3-9809438-0-2
- Königs- und Klosterweine der Rhein-Ahr-Region, 150 S., Verlag „Geschichtsforschungen im Rheinland“ 2005, ISBN 3-9809438-2-8
- Die Bertiner: Heerführer, Bischöfe und Nachfolger der Karolinger. 700-923, 2009 ISBN 978-3-9809438-3-3

## Links
- AW-Wiki
- Bundesarchiv

| Personendaten    | Personendaten                                            |
| ---------------- | -------------------------------------------------------- |
| NAME             | Schewe, Dieter                                           |
| KURZBESCHREIBUNG | deutscher Ministerialbeamter im Bundesarbeitsministerium |
| GEBURTSDATUM     | 14. Juli 1924                                            |
| GEBURTSORT       | Recklinghausen                                           |
| STERBEDATUM      | 16. Januar 2014                                          |
| STERBEORT        | Oberwinter                                               |